# 東京大学運動会籠球部レンジャース
東京大学運動会籠球部レンジャース（とうきょうだいがくうんどうかいろうきゅうぶレンジャース）は、東京大学運動会に所属する男子バスケットボールチームである。関東大学バスケットボール連盟所属。

## 歴史
東京帝国大学時代の1920年代に創部。黎明期には大学バスケ界トップクラスの一つとして全日本選手権でタイトルを獲得。全日本の選手も輩出していた。
全日本インカレでは第1回と第3回でベスト4を経験するも、1982年を最後に遠ざかっている。

## 主な成績
- 全日本学生バスケットボール選手権大会出場：1949年、1951年
- 全日本総合バスケットボール選手権大会優勝：2回（1933年、1935年）

## 主な卒業生
- 鹿子木健日子
- 中江孝男
- 田中秀次郎
- 池田博
- 兼子勲
- 中村彰久